# Caesarea in Thessalia
Caesarea in Thessalia (łac. Diœcesis Cæsariensis in Thessalia) – stolica historycznej diecezji w Cesarstwie Rzymskim (prowincja Tesalia), współcześnie w Grecji. Wzmianki o diecezji pochodzą z V wieku. W 1933 ustanowiona katolickim biskupstwem tytularnym, od 1980 wakująca.

## Biskupi tytularni
| Lp. | Biskup           | Od               | Do                   |
| --- | ---------------- | ---------------- | -------------------- |
| 1   | Andrea Pangrazio | 26 sierpnia 1953 | 10 lutego 1959       |
| 2   | Paolo Savino     | 27 kwietnia 1959 | 27 października 1980 |